# Guanxia (socken i Kina)
Guanxia (kinesiska: 关峡, 关峡苗族乡) är en socken i Kina. Den ligger i provinsen Hunan, i den södra delen av landet, omkring 320 kilometer sydväst om provinshuvudstaden Changsha. Antalet invånare är 20791. Befolkningen består av 10 000 kvinnor och 10 791 män. Barn under 15 år utgör 19,0 %, vuxna 15-64 år 71 %, och äldre över 65 år 8,0 %.
Genomsnittlig årsnederbörd är 1 741 millimeter. Den regnigaste månaden är maj, med i genomsnitt 246 mm nederbörd, och den torraste är december, med 65 mm nederbörd.